# لخبة جزر الملوك
لخبة جزر الملوك (الاسم العلمي:Livistona moluccana) هي نوع من النباتات تتبع جنس اللخب من الفصيلة الفوفلية.